# Kaj
Kaj je moško osebno ime.

## Izvor imena
Ime Kaj je  moška oblika ženskega osebnega imena Kaja.

## Pogostost imena
Po podatkih Statističnega urada Republike Slovenije je bilo na dan 1. januar 2021 v Sloveniji število moških oseb z imenom Kaj: 16.

## Osebni praznik
Osebe z imenom Kaj lahko godujejo takrat kot osebe z imenom Kaja.